# Colin Burke
Colin B. Burke (* 6. Januar 1936) ist ein emeritierter Professor für Geschichte der University of Maryland, Baltimore County, UMBC.
Als Historiker befasst er sich mit der Geschichte der Hochschulbildung, quantitativen Methoden in der Geschichte, der amerikanischen politischen Geschichte, der Geschichte des Computers, der Geschichte der Nachrichtentechnik, der Geschichte der gemeinnützigen Organisationen, der Geschichte der Geheimdienste und der Geschichte der Kryptographie. Zu diesen Themen hat er zahlreiche Veröffentlichungen verfasst.
Für sein Buch America’s Information Wars verlieh ihm die Association for Information Science and Technology (ASIS&T), eine amerikanische Gesellschaft für Informationswissenschaften, den Best Information Science Book Award für 2019. Er wohnt in Columbia (Maryland).

## Leben
Colin Burke absolvierte das San Francisco State College und arbeitete danach fast zwanzig Jahre lang als Berufsmusiker. Den Fall des Kommunismus im Jahr 1989 erlebte er als Fulbright-Stipendiat in Polen. Er promovierte zum Ph.D. (Doctor of Philosophy) an der Washington University in St. Louis. Mehr als zwanzig Jahre lang forschte und lehrte er danach als Professor an der Universität Maryland.
Als Stipendiat bei der National Security Agency (NSA) hatte er von 1991 bis 1992 die Möglichkeit, besonderes Wissen über Nachrichtendienste zu erwerben. Er wurde zu einem von insgesamt nur sechs Scholar in Residence im Center for Cryptologic History (CCH), der Forschungsbibliothek der NSA. Von den sechs erhielten nur zwei Zugang zu „klassifizierten“ Informationen. Colin Burke war einer der beiden. Darüber hinaus war er Research Fellow (Forschungsgelehrter) an der Yale University. Auch nach seiner Emeritierung setzt er seine Forschungen und Publikationen fort.

## Schriften (Auswahl)
- America’s Information Wars – The Untold story of Information Systems in America’s Conflicts and Politics from World War II to the Internet Age. Rowman & Littlefield 2018, Lanham (Maryland), ISBN 978-1-53811-245-8.
- It Wasn’t All Magic – The Early Struggle to Automate Cryptanalysis, 1930s–1960s. Center For Cryptologic History, NSA 2002, PDF; 40 MB.
- Information and Intrigue – From Index Cards to Dewey Decimals to Alger Hiss (History and Foundations of Information Science). MIT Press 2014, ISBN 978-0-26202-702-1.
- mit Jim DeBrosse: The Secret in Building 26 – The Untold Story of How America Broke the Final U-boat Enigma Code. Random House, New York 2005, ISBN 0375508074.
- mit John A. N. Lee, Deborah Anderson: The US Bombes, NCR, Joseph Desch, and 600 WAVES – The first Reunion of the US Naval Computing Machine Laboratory. IEEE Annals of the History of Computing, 2000, S. 27ff. PDF; 0,5 MB (Memento vom 21. Februar 2007 im Internet Archive)
- An Introduction to a Historic Computer Document – Betting on the Future – The 1946 Pendergrass Report Cryptanalysis and the Digital Computer. PDF; 500 kB
- Information and Secrecy. Vannevar Bush, Ultra and the other Memex. Scarecrow Press, Lanham MD u. a. 1994, ISBN 0-8108-2783-2.
- American Collegiate Populations – A Test of the Traditional View. NYU Press 1982, ISBN 978-0-81471-038-8.
- A Note on Self-teaching, Reference Tools, and New Approaches in Quantitative History 1971, Volume 4, Issue 2, S. 35–42,  doi:10.1080/00182494.1971.10593937.
- Statistics Textbooks for Upper-Level Classes in Quantitative History 1970, Volume 3, Issue 4, S. 1–2,  doi:10.1080/00182494.1970.10593922.
- Teaching Non-Mathematical Statistics To Undergraduate Historians. In: Historical Methods Newsletter 1970, Volume 3, Issue 3, S. 8–11,  doi:10.1080/00182494.1970.10593918.